# ماکس زیبورک
ماکس سیبورگ (انگلیسی: Max Seeburg; ۱۹ سپتامبر ۱۸۸۴ – ۲۴ ژانویهٔ ۱۹۷۲) بازیکن فوتبال اهل آلمان بود.
از باشگاه‌هایی که در آن بازی کرده‌است می‌توان به باشگاه فوتبال برنلی، باشگاه فوتبال تاتنهام هاتسپر، باشگاه فوتبال ردینگ، باشگاه فوتبال گریمزبی تاون، و باشگاه فوتبال چلسی اشاره کرد.